# Izutsu
Izutsu (井筒, Le Berceau du puits) est une pièce du répertoire nô écrite par Zeami, personnalité dominante dans l'histoire des débuts du théâtre nô.
Izutsu est fondée sur une vieille histoire, Tsutsu-Izutsu (筒井筒), tirée du Ise monogatari, recueil d'histoires du Xe siècle, dont beaucoup sont basées sur des récits de rencontres amoureuses avec un « certain homme », traditionnellement identifié comme le poète Ariwara no Narihira.

## Tsutsu-Izutsu
Un garçon et une fille se connaissent depuis la petite enfance. Ils sont bons amis et l'un de leurs jeux consiste à voir qui est le plus grand en mesurant l'autre contre le puits du village. Comme ils grandissent, ils commencent à se sentir plus conscients de soi dans la société de l'autre. Ils se séparent mais continuent à s'aimer.
Les parents de la jeune fille proposent de lui trouver un mari (en) mais elle refuse car elle éprouve encore des sentiments pour le garçon. Finalement, le garçon compose un tanka :
筒井筒　井筒にかけし　まろがたけ　生いにけらしな　妹見ざる間に
Le cadre en bois [du puits] […] J'étais plus petit que le cadre [lors de notre dernière comparaison de taille], mais je l'ai dépassé en ton absence.
La fille répond :
くらべこし　ふりわけ髪も　肩過ぎぬ　君ならずして　誰かあぐべき
Nous avons aussi comparé les longueurs de nos cheveux. Mais mes cheveux ont dépassé mes épaules. Si ce n'est toi, qui sera là pour les attacher pour moi ?
Et ainsi se sont-ils mariés.
Cependant, plus tard, l'homme tombe amoureux d'une autre femme qui vit derrière le mont Tatsuta et se met à faire des visites à la maison de cette femme. Après de nombreuses visites, l'affaire ne peut plus être tenue secrète ; mais son épouse ne proteste pas. Il en conclut que sa femme est amoureuse d'un autre homme.
Une nuit d'orage, il se prépare pour une de ces visites quand il décide de retourner afin de découvrir l'identité de l'amant de sa femme. Jetant un œil dans la maison, il voit que sa femme est toute seule. Ignorant qu'il regarde, elle applique son maquillage et compose un tanka :
風吹けば　おきつ白波　龍田山　夜半にや君が　一人越ゆらん
La mer près du mont Tatsuta devient mauvaise quand le vent souffle ainsi en rafales. Que mon mari est en train d'escalader le Tatsuta par une telle nuit d'orage ! [Donc, je suis inquiète pour mon mari.]
Il se rend compte alors combien il est aimé et ne retourne jamais chez l'autre femme.

## Izutsu

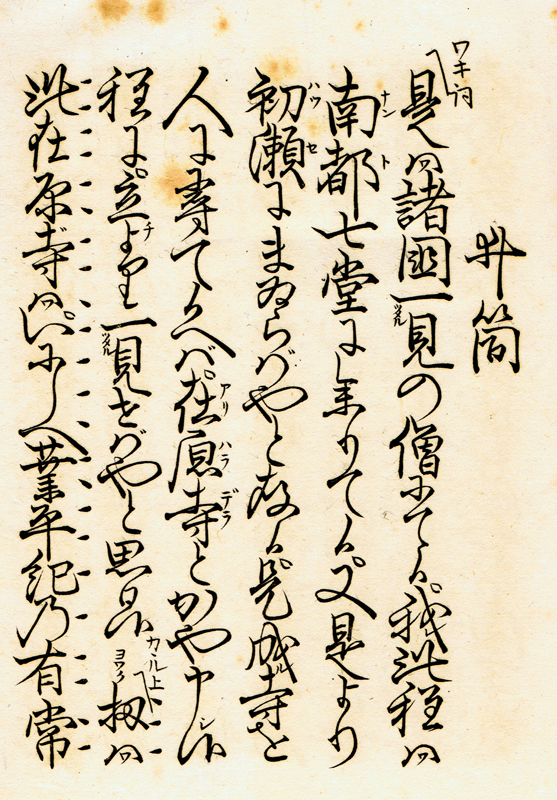
Livre de chant d'Izutsu, école Kanze.

Un prêtre visite les célèbres temples de Nara. Sur son chemin vers Hatsuse, il s'arrête au temple Ariwara et reconnaît qu'il se trouve à Isonokami où Narihira et la fille de Ki no Aritsune vivaient il y a longtemps.
Une femme du village arrive pour s'occuper d'une tombe dans le jardin. Elle puise de l'eau pour une offrande dans un puits en bois. En la regardant, le prêtre est intrigué. Il lui demande pourquoi elle entretient la tombe et elle répond qu'il y a une histoire associée à cet endroit. Elle commence à raconter l'histoire Tsutsu-Izutsu du Ise monogatari.
Quand elle a fini l'histoire, la femme du village regarde le prêtre et dit qu'elle est l'épouse de cette ancienne histoire du Xe siècle ; elle disparaît. Le prêtre a vu son fantôme et s'adresse à un homme du village sur la place ; il entend l'histoire plus clairement. Le villageois suggère que, en tant que prêtre, il pourrait offrir une prière à l'âme de la défunte, et il décide donc de s'installer pour la nuit sur un lit de mousse dans le jardin. Elle lui apparaît à nouveau dans un rêve. Cette fois, elle porte le chapeau et la robe de son époux par-dessus son kimono. Elle danse et chante à quel point elle aime son mari et combien elle aspire après lui. Elle regarde dans le puits auprès duquel ils se tenaient enfants et voit son reflet. Alors elle pleure et disparaît.